# Марків Сергій Миколайович
Марків Сергій Миколайович (23 серпня 1860, село Троїцьке, Рязанська губернія, Російська імперія — ?) — підполковник Армії УНР.

## Біографія
Народився — у селі Троїцьке Рязанської губернії. 
Останнє звання у російській армії — підполковник.
У 1920–1921 роках — старшина штабу 4-ї бригади 2-ї Волинської дивізії Армії УНР. 
Подальша доля невідома.